# Tyranneau à tête brune
Ornithion brunneicapillus
Ne doit pas être confondu avec Tyranneau brun ou Tyranneau à front brun.
Espèce
Statut de conservation UICN

 LC  : Préoccupation mineure
Le Tyranneau à tête brune (Ornithion brunneicapillus) est une espèce de passereau de la famille des Tyrannidae,.

## Distribution
Cet oiseau vit dans une zone allant du Costa Rica à l'ouest de la Colombie, au nord-ouest de l'Équateur et au nord-ouest du Venezuela,,.

## Systématique
Cette espèce est monotypique. Les deux sous-espèces précédemment décrites, Ornithion brunneicapillus brunneicapillus et Ornithion brunneicapillus dilutum sont considérées comme identiques depuis les travaux de John W. Fitzpatrick, publiés dans le 9e volume du Handbook of the Birds of the World, modification reprise par la suite par le Congrès ornithologique international.